# Пшемисл II
Пше́мисл II (пол. Przemysł II; 14 жовтня 1257 — 8 лютого 1296) — польський князь і король з династії П'ястів.

## Життєпис
Син Пшемисла І, князь Великопольщі в 1279-1296 роках. З 1290 року — великий князь краківський за домовленістю з князями Сілезії. Однак він довго не залишався у Кракові, і забравши з собою польські королівські відзнаки, восени 1290 року повернувся до Великопольщі, бо на Краків тоді претендували король Чехії Вацлав та польський князь Владислав I Локетек. Після смерті наприкінці 1294 року князя Східного Помор'я Мсцівоя ІІ приєднав ці землі до себе. 
26 червня 1295 року вперше за 200 років коронувався в місті Гнезно королем Польщі. Убитий 8 лютого 1296 року підісланими вбивцями з Бранденбургу.